# Équipe du Monténégro masculine de volley-ball
Cet article traite de l'équipe masculine. Pour l'équipe féminine, voir Équipe du Monténégro féminine de volley-ball.
L'équipe du Monténégro de volley-ball est composée des meilleurs joueurs monténégrins sélectionnés par la Fédération monténégrine de volley-ball (Volleyball Federation of Montenegro). Elle est actuellement classée au 105e rang de la Fédération internationale de volley-ball au 15 janvier 2010.

## Sélection actuelle
Sélection pour les Qualifications aux championnats d'Europe de 2011.

Entraîneur : Radovan Malević  ; entraîneur-adjoint : Zoran Vukčević 

## Palmarès et parcours

### Palmarès
- Ligue européenne (1)
  - Vainqueur : 2014

### Parcours

#### Ligue mondiale
| - 1990 : non participant - 1991 : non participant - 1992 : non participant - 1993 : non participant - 1994 : non participant - 1995 : non participant - 1996 : non participant - 1997 : non participant - 1998 : non participant - 1999 : non participant | - 2000 : non participant - 2001 : non participant - 2002 : non participant - 2003 : non participant - 2004 : non participant - 2005 : non participant - 2006 : non participant - 2007 : non participant - 2008 : non participant - 2009 : non participant | - 2010 : non participant - 2011 : non participant - 2012 : non participant - 2013 : non participant - 2014 : non participant - 2015 : 22e |

#### Ligue européenne
| - 2004 : Non participant - 2005 : Non participant - 2006 : Non participant - 2007 : Non participant - 2008 : Non participant - 2009 : Non participant - 2010 : Non participant - 2011 : Non participant - 2012 : Non participant - 2013 : 5e | - 2014 : Vainqueur |